# Rondo för piano och stråkar (WA Mozart)
Rondo A-dur K. 386 är en av Mozarts kompositioner för piano och stråkar. Kompositionen har en spännande historia. Mozart försörjde sig vid dess tillkomst, 1782 genom att i Wien framföra sina verk tillsammans med andra musicerande vänner. Bland annat framförde man hans pianokonserter eller delar därav, beroende på vilka musiker och instrument som kunde delta under dessa s. k. musikakademier. Detta Rondo i A-dur antas vara den sista satsen av Pianokonsert K 414 och framfördes med för aftonen tillgänglig orkestrering. Den slutliga versionen av K. 414 innehöll ett annat rondo och Rondo i A-dur förskringrades. År 1799 fanns det med i den manuskriptsamling musikförläggare André köpte av Mozarts änka. I denna samling saknades sista sidan med Mozarts namnteckning, då denna sida sålts som autograf till England. Förläggare försåg dock kompositionen med en ny komposition istället för den saknade sistasidan, vilket publicerades som ett Solomusikstycke för piano 1838.
Närmare hundra år senare under 1930-talet lyckades dock Alfred Einstein ställa samman så mycket av de olika delarna och publicera ett arrangemang för piano och orkester. Ytterligare ett 20-tal år senare, 1956 hittades flera av de saknade notbladen och i början av 1960-talet kunde, vad man trodde, hela rondot framföras. Det dröjde dock endast en kort tid tills man fann ytterligare fyra av Mozarts ursprungliga notblad i British Library till detta rondo. Nu framkom att Mozart, till skillnad från sina i sina övriga pianokompositioner, hade komponerat Rondo i a-dur med en solostämma för cello. Efter detta fynd har ytterligare rekonstruktion av kompositionen kunnat genomföras och idag framförs den med cellon bland de övriga stråkarna tillsammans med piano, som en komposition för piano med stråkar.